# Toxicini
Toxicini (лат.) — триба жесткокрылых из семейства чернотелок подсемейства Tenebrioninae.

## Описание
У самцов на лбу располагаются два выроста, а у самок два киля. Усики булавовидные. Переднеспинка покрыта многочисленными точками. Крылья имеются.

## Систематика
В составе трибы:
- роды: Calymmus — Cryphaeus — Cylindrosia — Dysantes — Ilyxerus — Mychestes — Orcopagia — Ozolais — Phloeopsidius — Taiwanocryphaeus — Toxicum — Wattius

## Распространение
Встречаются Евразии, Африке, Австралии. Один вид обнаружен в Чили.